# ميغيل كروز
ميغيل كروز (بالإسبانية: Miguel Cruz)‏ (1 يناير 1911 السلفادور السلفادور - 9 مارس 2000 السلفادور السلفادور) هو لاعب كرة قدم سلفادوري سابق كان يلعب كمهاجم.